# CSV 1910 Krefeld
Der CSV 1910 Krefeld (offiziell: Crefelder Sportverein 1910 e. V.) war ein Sportverein aus Krefeld. Die erste Fußballmannschaft spielte ein Jahr in der höchsten niederrheinischen Amateurliga.

## Geschichte
Der Verein wurde am 15. August 1910 als SC Comet Crefeld gegründet. Namensgeber des Leichtathletikvereins war der Halleysche Komet, der im Gründungsjahr die Erde passierte. Im Mai 1921 fusionierte der Verein mit dem 1855 gegründeten Crefelder TV zum Crefelder TSV 1855, bevor die Fußballabteilung im Rahmen der Reinlichen Scheidung als Crefelder SV 1910 eigenständig wurde. Ab 1944 bildete der Verein zusammen mit den Sportfreunden Krefeld und SuS 08 Krefeld eine Kriegsspielgemeinschaft, bevor der CSV 1945 aufgelöst wurde.
Im November 1945 erfolgte die Neugründung als CSV 1910 Krefeld, dem sich am 5. Dezember 1945 der VfL Marathon Krefeld anschloss. 1950 spaltete sich der VfL Marathon erneut ab. Zwischenzeitlich fusionierte am 25. Juli 1949 die Lizenzfußballabteilung des CSV mit der von Union Krefeld zum CSV Union Krefeld. Dieser Zusammenschluss wurde am 15. Oktober 1949 vom Verband genehmigt und am 30. April 1951 gelöst.

## Fußball

### CSV 1910
Sportlich waren die Krefelder bis zum Ende des Zweiten Weltkriegs bedeutungslos. 1946 qualifizierte sich der CSV für die seinerzeit erstklassige Bezirksliga Linker Niederrhein, wo die Mannschaft Vizemeister hinter dem Rheydter Spielverein wurde. Ab 1947 gehörte der Verein der Landesliga, seinerzeit die höchste Amateurliga am Niederrhein, an. Zwei Jahre später wurde der CSV dort Vizemeister mit einem Punkt Rückstand auf den Duisburger SpV. Als CSV Union Krefeld qualifizierte sich der Verein für die neu geschaffene II. Division West und erreichte Platz fünf in der Saison 1949/50. Ein Jahr später löste sich der Zusammenschluss wieder auf und der CSV 1910 wurde in die Bezirksklasse eingeteilt. Am 19. Oktober 1951 fusionierte der CSV 1910 Krefeld mit dem VfL Marathon Krefeld zum CSV Marathon 1910 Krefeld.

### Nachfolgeverein CSV Marathon
Unter dem neuen Namen stiegen die Krefelder im Jahre 1954 in die Kreisklasse ab, schafften aber den direkten Wiederaufstieg. Im Jahre 1962 stieg der CSV Marathon in die Landesliga Niederrhein auf. Drei Jahre später stieg die Mannschaft als abgeschlagener Tabellenletzter wieder ab und wurde in der folgenden Bezirksklassensaison 1965/66 in die Kreisklasse durchgereicht. Erst im Jahre 1970 gelang der Wiederaufstieg in die Bezirksklasse. In späteren Jahren agierte der CSV Marathon lediglich auf Kreisebene und schaffte im Jahre 2024 den Aufstieg in die Bezirksliga.

## Leichtathletik
Nach dem Zweiten Weltkrieg begann der Aufstieg der Leichtathleten des CSV. Mit Guido von Mengden als Geschäftsführer sowie Otto Peltzer und Bert Sumser als Trainer wurde unter anderem ein 4-mal-400-Meter-Staffelteam zusammengebracht, das von 1951 bis 1955 viermal Deutscher Meister wurde. 1951 gewannen sie zudem die Internationalen Britischen Meisterschaften in London in 3:17,4 min. Dies war nicht nur das Verdienst des Schlussläufers Hans Geister, sondern auch von Georg Niepoth, Leonhard Lickes und Wolfgang Miedecke. Hans Geister wurde zudem 1951 Deutscher Meister und 1952–54 Vizemeister auf der 400-Meter-Strecke. Dieter Hoppenrath wurde 1950 Deutscher Meister im Hochsprung. In den 1960er Jahren schloss der Mittelstreckenläufer Arnd Krüger, in den 1970er Jahren der Langstreckenläufer Detlef Uhlemann an diese Tradition an.